# Нік Дамічі
Нік Дамічі (англ. Nick Damici) — американський актор і сценарист, відомий за фільмами «Вулиця Малберрі» і «Земля вампірів».

## Раннє життя
Нік Дамічі виріс у Пекельній кухні у 1960-х та на початку 1970-х років. Його батько був барменом, і у віці 12 років Дамічі час від часу працював барменом. Має змішане італійсько-канарське походження.

## Кар'єра
Наставником Дамічі є Майкл Моріарті, який заохочував його до написання сценаріїв. В інтерв’ю він описав роботу сценариста як «самотню, невдячну». Після того, як йому набридли ролі другого плану в телевізійних шоу, він вирішив сам писати для себе головні ролі. Дамічі та Джим Мікл працювали разом із 2001 року та співпрацювали над чотирма фільмами: «Вулиця Малберрі», «Земля вампірів», «Ми такі як є» і «Холод у липні». Спочатку Дамічі писав «Земля вампірів» як веб-серіал, але Ларрі Фессенден з ентузіазмом поставився до ідеї зробити з нього повнометражний фільм. У лютому 2013 року його взяли на роль у фільмі Адріана Гарсіа Больяно «Пізні фази», який вийшов у 2014.

## Особисте життя
Дамічі живе в Нью-Йорку, де у нього була дівчина, яка володіла баром.

## Фільмографія

### Сценарист
| Рік  | Назва            |
| ---- | ---------------- |
| 2006 | Вулиця Малберрі  |
| 2010 | Земля вампірів   |
| 2013 | Ми такі, які є   |
| 2014 | Холод у липні    |
| 2016 | Земля вампірів 2 |
| 2017 | Бушвік           |

### Актор
| Рік  |   | Українська назва          | Оригінальна назва  | Роль                      |
| ---- | - | ------------------------- | ------------------ | ------------------------- |
| 2003 | ф | На роздоріжжі             | In the Cut         | детектив Річард Родрігес  |
| 2006 | ф | Вулиця Малберрі           | Mulberry Street    | Клатч                     |
| 2006 | ф | Всесвітній торговий центр | World Trade Center | лейтенант Джон Кассіматіс |
| 2010 | ф | Земля вампірів            | Stake Land         | "Містер"                  |
| 2013 | ф | Ми такі, які є            | We Are What We Are | шериф Мікс                |
| 2014 | ф | Пізні фази                | Late Phases        | Амброуз МакКінлі          |
| 2014 | ф | Темна була ніч            | Dark Was the Night | Ерл Лернер                |
| 2014 | ф | Холод у липні             | Cold in July       | Рей Прайс                 |
| 2016 | ф | Земля вампірів 2          | Stake Land II      | "Містер"                  |